# اوپن وی‌پی‌ان
اوپن وی پی ان (به انگلیسی: OpenVPN)نرم‌افزاری متن باز برای پیاده‌سازی شبکه خصوصی مجازی با هدف ایجاد ارتباطات امن نقطه به نقطه یا سایت به سایت است.
امکان انتقال دیتا در دو بستر UDP و TCP در این نرم‌افزار امکان‌پذیر است در نسخه جدیدتر ویژگی IPV6 به‌طور کامل و همچنین پشتیبانی از رمزنگاری mbed TLS به آن افزوده شده‌است.
یکی از مهم‌ترین مزایای اوپن وی پی ان آن است که با جمع متنوعی از سیستم عامل‌ها مانند مک، لینوکس، BSDs و … سازگار می‌باشد. همانند SSTP این اتصال از L2TP نرخ رمزگذاری بالاتری بر روی اطلاعات دارد به علاوه اینکه این اتصال به ویژگی‌های اضافه تری مانند انتقال از دریچهٔ Ethernet و … همراه شده‌است.
اوپن وی پی ان یکی از امن‌ترین پروتکل‌های عبور از فیلترینگ است و به دلیل ویژگی اوپن سورس بودن قابل مسدود سازی نیست و از انعطاف‌پذیری بالای بر خوردار است.

#### تفاوت UDP و TCP
TCP رایج‌ترین پروتکل اتصال در اینترنت است، چرا که از اصلاح-خطا ( Error Correction ) پشتیبانی می‌کند. بنابراین به‌عنوان یک پروتکل قانونی شناخته می‌شود.
ویژگی تصحیح-خطا یا Error Correction به این صورت است که هر بار یک دستگاه داده را با پروتکل TCP به شبکه ارسال کند، منتظر دریافت تأییدیه رسیدن بسته می‌ماند، پیش از آن که بسته‌ی دیگر را مجدد ارسال کند.
به این معنی که تحویل تضمینی تمام اطلاعات وجود دارد و این پروتکل بسیار قابل‌اعتماد است، اما در داده‌های ارسالی، پروسه‌ی تأیید و ارسال دوباره ، آن را کندتر می‌کند.
UDP به‌عنوان یک پروتکل بدون استرداد شناخته می‌شود، زیرا چنین تصحیح-خطایی را انجام نمی‌دهد، به‌آسانی بسته‌ها را بدون تأیید یا تکرار می‌پذیرد. این باعث می‌شود خیلی سریع‌تر، اما با امنیت پایین‌تر عمل کند.